# Walter Fitzgerald
Pour les articles homonymes, voir FitzGerald.
Walter Fitzgerald (Bond), né le 18 mai 1896 à Devonport (Devon) et mort le 20 décembre 1976 à Londres, est un acteur anglais.

## Biographie
Walter Fitzgerald débute au théâtre en 1922, alors qu'il est élève à la Royal Academy of Dramatic Art de Londres (dont il sort diplômé en 1923). Dans la capitale britannique (où il meurt en 1976, à 80 ans), il interprète notamment L'Invitation au voyage de Jean-Jacques Bernard (1937), Le Canard sauvage d'Henrik Ibsen (1948, avec Fay Compton et Anton Walbrook), Hamlet de William Shakespeare (1951, avec Alec Guinness et Michael Gough) et Douze Hommes en colère de Reginald Rose (1964, avec Leo Genn et Robert Urquhart).
Il se produit aussi en tournée aux États-Unis, entre autres à Broadway (New York) dans trois pièces, la première en 1933 ; la troisième en 1955-1956 est La guerre de Troie n'aura pas lieu de Jean Giraudoux (avec Diane Cilento et Michael Redgrave).
Au cinéma (essentiellement britannique), il contribue à trente-huit films, depuis Murder at Covent Garden (en) de Leslie S. Hiscott (1932) jusqu'à Decision at Midnight (en) de Lewis Allen (1963, avec Martin Landau et Nora Swinburne).
Entretemps, mentionnons Ceux qui servent en mer de Noël Coward et David Lean (1942, avec Noël Coward et Celia Johnson), Première Désillusion de Carol Reed (1948, avec Ralph Richardson et Michèle Morgan), L'Île au trésor de Byron Haskin (film américain, 1950, avec Bobby Driscoll et Robert Newton), Le Carnaval des dieux de Richard Brooks (film américain, 1957, avec Rock Hudson et Dana Wynter), ou encore Les Mutinés du Téméraire de Lewis Gilbert (son antépénultième film, 1962, avec Alec Guinness et Dirk Bogarde).
À la télévision britannique, Walter Fitzgerald apparaît dans vingt-deux séries, la première en 1954. Suivent par exemple L'Homme invisible (un épisode, 1959), Doctor Who (épisode The Dominators, 1968) et Z-Cars (sa dernière série, un épisode, 1969).
S'ajoutent dix-neuf téléfilms majoritairement d'origine théâtrale, dès 1937 pour la télévision naissante et jusqu'en 1957.

## Théâtre (sélection)

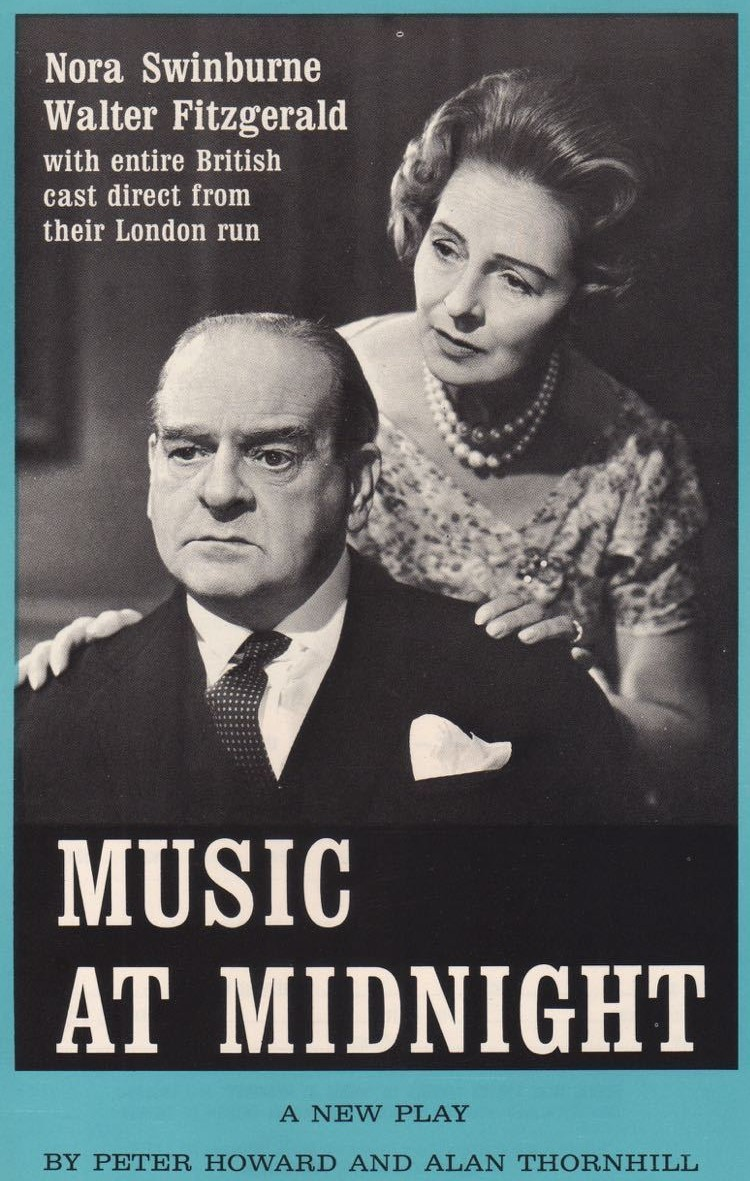
Au théâtre à Philadelphie,
dans Music at Midnight (1963),
avec Nora Swinburne

### Londres
- 1937 : L'Invitation au voyage (Invitation of a Voyage) de Jean-Jacques Bernard, adaptation de John Leslie Frith
- 1941 : No Time for Comedy de S. N. Behrman, mise en scène d'Harold French
- 1942 : The Duke of Darkness de Patrick Hamilton
- 1948 : Le Canard sauvage (The Wild Duck) d'Henrik Ibsen
- 1950 : The Green Bay Tree de Mordaunt Shairp, mise en scène d'Anthony Pelissier
- 1951 : Hamlet de William Shakespeare
- 1951-1952 : The Day's Mischief de Lesley Storm
- 1959 : Gilt and Gingerbread de Lord Montagu de Beaulieu, mise en scène d'Harold French
- 1960-1961 : The Amorous Prawn d'Anthony Kimmins
- 1964 : Douze Hommes en colère (Twleve Angry Men) de Reginald Rose

### États-Unis
(à Broadway, sauf mention contraire)
- 1933 : Evensong d'Edward Knoblock et Beverley Nichols : M. Stamper
- 1954 : The Living Room de Graham Greene : le père James Brown
- 1955-1956 : La guerre de Troie n'aura pas lieu (Tiger at the Gates) de Jean Giraudoux, adaptation de Christopher Fry, musique de scène de Lennox Berkeley : Ulysse
- 1963 : Music at Midnight de Peter Howard et Alan Thornhill (à Philadelphie) : le premier ministre (rôle repris dans l'adaptation au cinéma de 1963 Decision at Midnight précitée)

## Filmographie partielle

### Cinéma
- 1937 : The Show Goes On de Basil Dean
- 1942 : Ceux qui servent en mer (In Which We Serve) de Noël Coward et David Lean : Colonel Lumsden
- 1948 : Winslow contre le roi (The Winslow Boy) d'Anthony Asquith : le Premier Lord de l'Amirauté
- 1948 : Jusqu'à ce que mort s'ensuive (Blanche Fury) de Marc Allégret : Simon Fury
- 1948 : Première Désillusion (The Fallen Idol) de Carol Reed : Dr Fenton
- 1949 : Édouard, mon fils (Edward, My Son) de George Cukor : M. Kedner
- 1949 : The Small Back Room de Michael Powell et Emeric Pressburger : Brine
- 1950 : L'Île au trésor (Treasure Island) de Byron Haskin : Squire Trelawney
- 1952 : L'assassin a de l'humour (The Ringer) de Guy Hamilton : le commissaire
- 1953 : Sa dernière mission (Appointment in London) de Philip Leacock
- 1953 : Une affaire troublante (Personal Affair) d'Anthony Pelissier : Henry Vining
- 1953 : M7 ne répond plus (The Net) d'Anthony Asquith : Sir Charles Craddock
- 1953 : La Mer cruelle (The Cruel Sea) de Charles Frend : le directeur
- 1955 : Commando sur la Gironde (The Cockleshell Heroes) de José Ferrer : le commandant de la Gestapo
- 1956 : Le Tour du monde en quatre-vingts jours (Around the World in 80 Days) de Michael Anderson : un membre du Reform Club
- 1957 : Le Carnaval des dieux (Something of Value) de Richard Brooks : Henry McKenzie
- 1957 : Flammes dans le ciel (The Man in the Sky) de Charles Crichton
- 1959 : Darby O'Gill et les Farfadets (Darby O'Gill and the Little People) de Robert Stevenson : Lord Fitzpatrick
- 1959 : Le Troisième Homme sur la montagne (Third Man on the Mountain) de Ken Annakin : Herr Hempel
- 1962 : Les Mutinés du Téméraire (H.M.S. Defiant) de Lewis Gilbert : Amiral Jackson

### Télévision

#### Séries
- 1959 : L'Homme invisible (The Invisible Man), saison 1, épisode 12 Pari contre la mort (Odds Against Death) de C.M. Pennington-Richards : Professeur Owens
- 1968 : Doctor Who, saison 6, épisode 1 The Dominators (2e, 3e et 4e parties) : Directeur Senex
- 1969 : Z-Cars, saison 6, épisode 209 One End of the Road (Part I) : M. Floyd

#### Téléfilms
- 1939 : Under Suspicion de Basil Dearden : Barney Stevens
- 1954 : Dieu le savait, ou la Vie n'est pas sérieuse (Special Providence) de Campbell Logan : Armand Germain